# Bell 222/230
Bell 222 là một trực thăng hạng nhẹ động cơ đôi Hoa Kỳ chế tạo bởi công ty Bell Helicopter. Bell 230 là một máy bay cải tiến với nhiều loại động cơ khác nhau và một vài tùy chỉnh nhỏ. Phiên bản tùy biến bên ngoài của 222 được sử dụng như là biểu tượng trong series truyền hình Hoa Kỳ Airwolf.

### Nguồn gốc

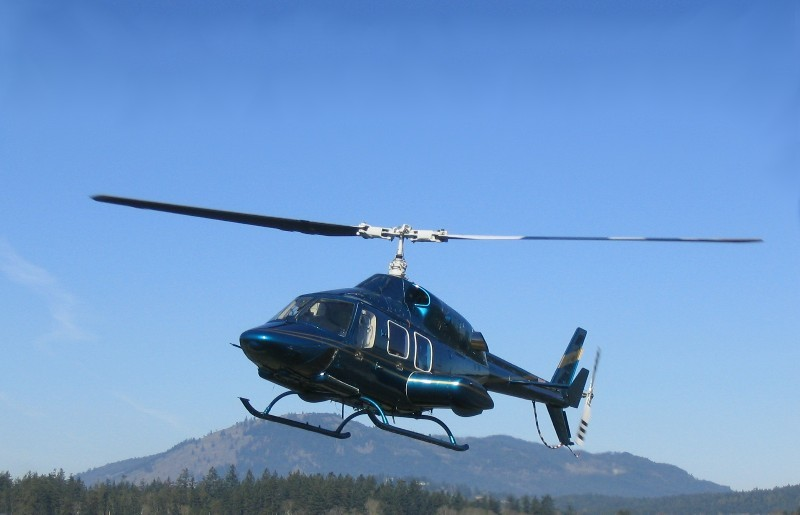
A Bell 222U

## Thiết kế

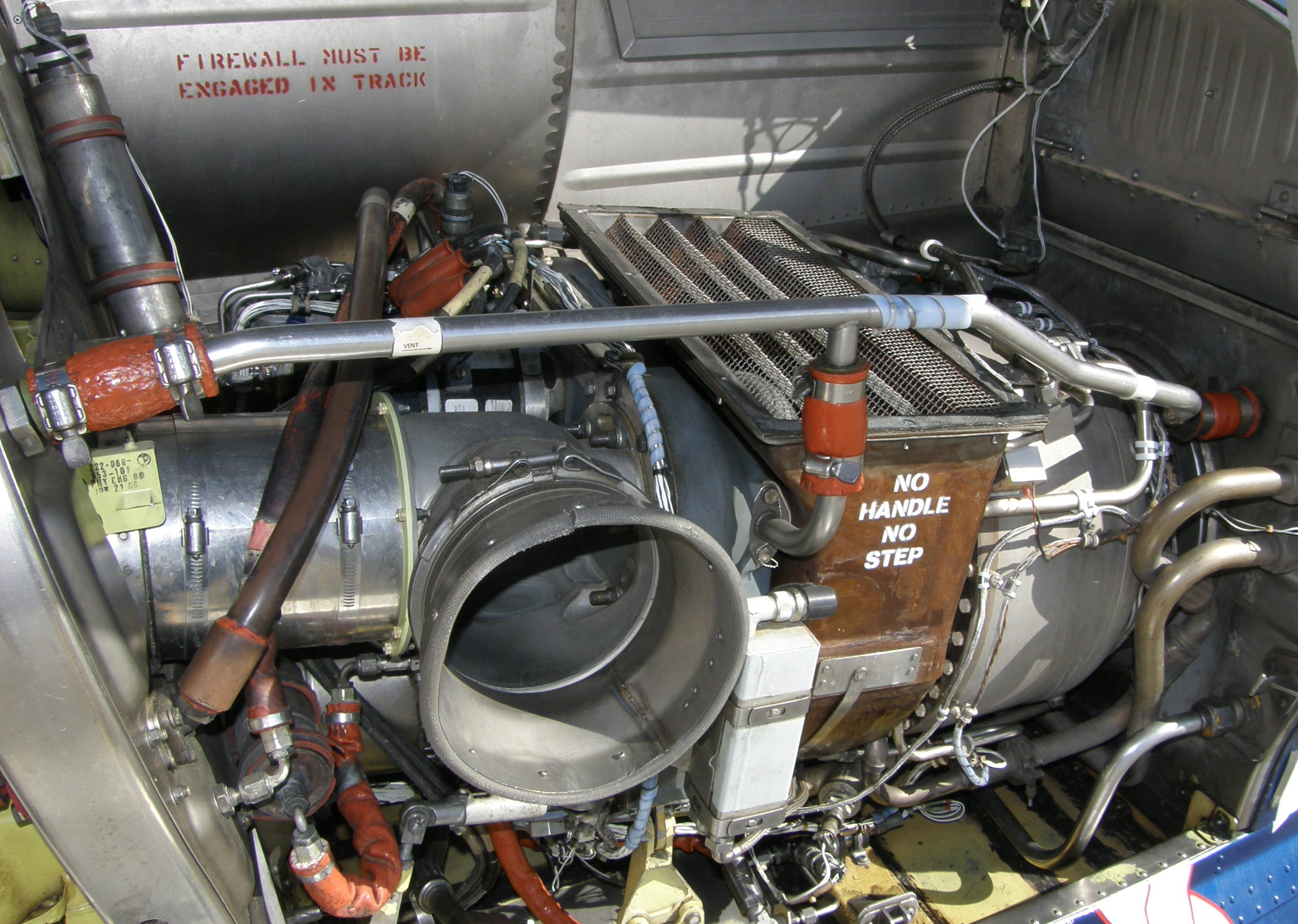
LTS 101-750 engine installation (left engine) in a 222U

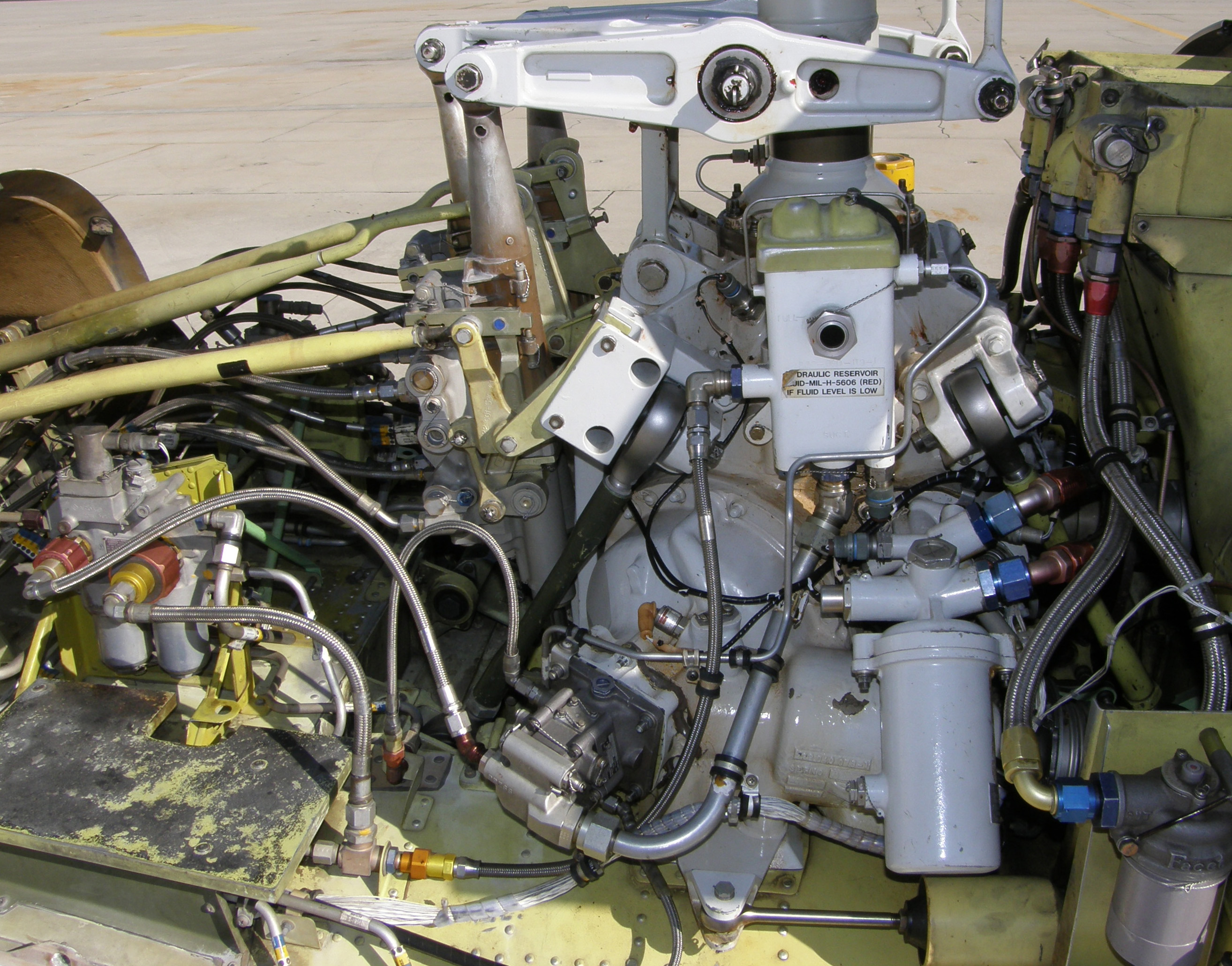
Transmission installation in a 222U

## Biến thể

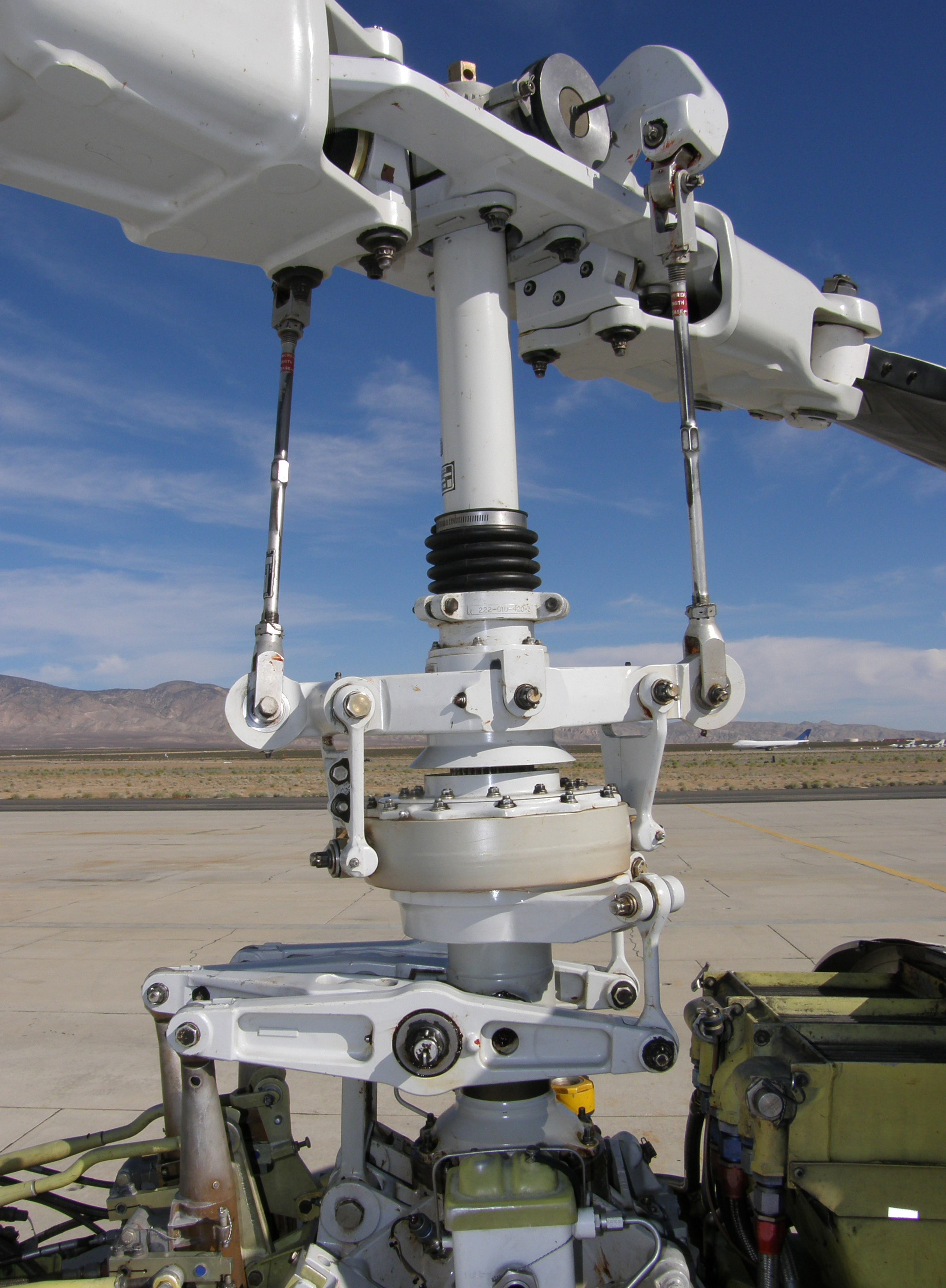
Bell 222U rotor head and flight controls

## Bên sử dụng

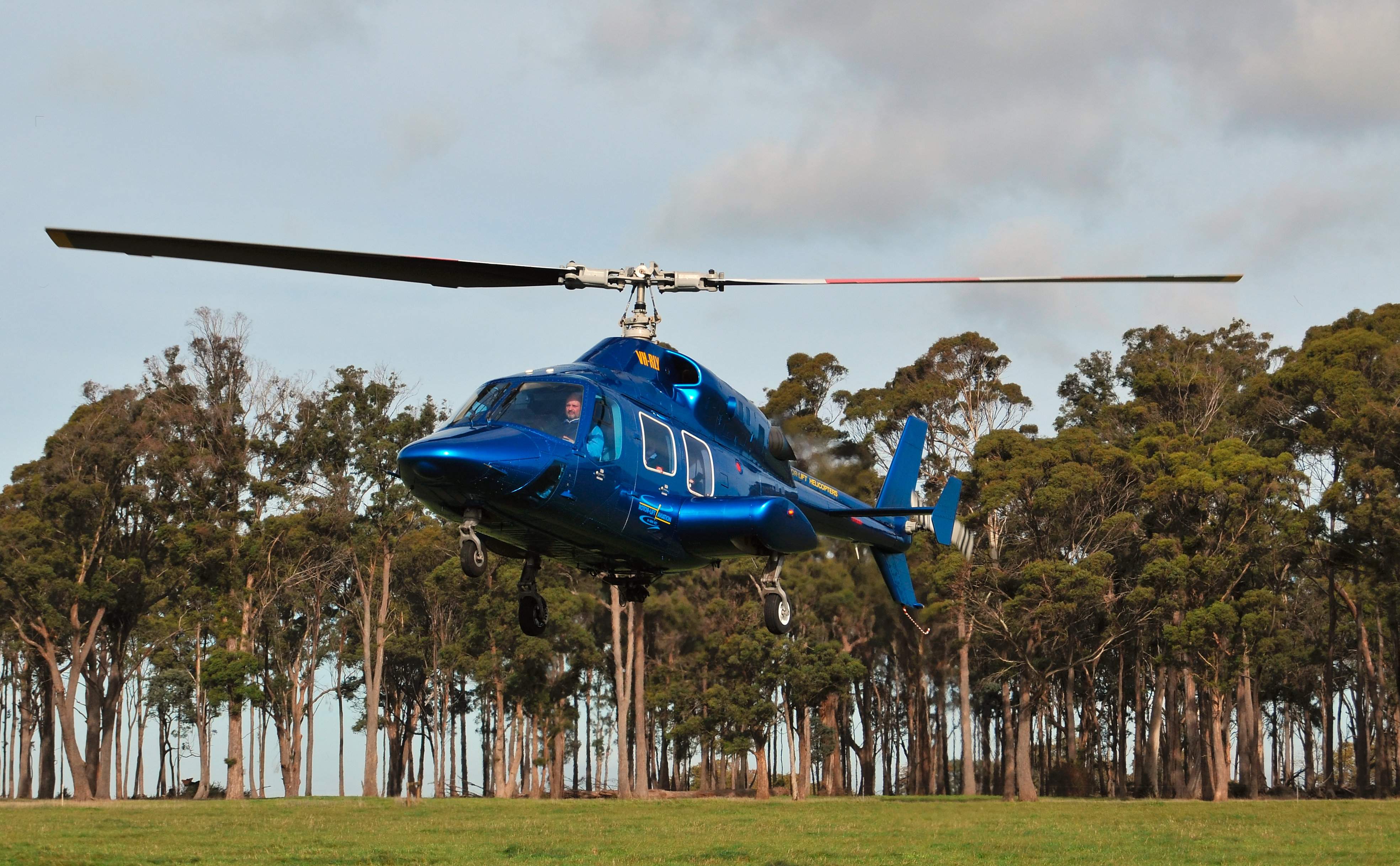
Bell 222 of Rotor-Lift Aviation at Agfest 2010

## Thông số kỹ thuật

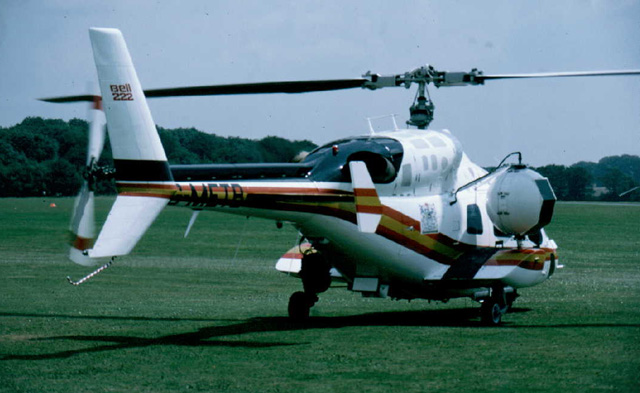
A London Metropolitan Police Air Support Unit Bell 222 fitted with a Marconi Heli-Tele in 1982

## Phát triển